# Radiodifusión Argentina al Exterior
Radiodifusión Argentina al Exterior (kurz RAE, deutsch: Argentinischer Rundfunk für das Ausland; 2016 bis 2024 RAE Argentina al Mundo, deutsch: RAE Argentinien in die Welt) ist der staatliche Auslandsrundfunksender Argentiniens.

## Geschichte
RAE ging am 11. April 1949 als Servicio Internacional de la República Argentina (SIRA) (deutsch Internationaler Dienst der Republik Argentinien) auf Sendung. Der SIRA, der auf Initiative des damaligen Staatspräsidenten Juan Perón gegründet wurde, sendete ein 24-stündiges Programm in verschiedenen Sprachen. Nach dem Sturz Peróns durch einen Putsch im Jahre 1955 wurde der Sender geschlossen und nahm drei Jahre später, am 12. Februar 1958, unter seinem heutigen Namen den Sendebetrieb wieder auf. Unter der Militärdiktatur von 1976 bis 1983 sendete Radiodifusión Argentina al Exterior konstant weiter. Der Redakteur des deutschsprachigen Programmes Carl-Dieter Grede kritisierte in dem Programm die Militärjunta unterschwellig. Aufgrund des politischen Drucks verließ er später Argentinien und schrieb ein Buch über seine Arbeit (Wie oft hat man mich umgebracht, 1985).
2016 nahm der Sender einen „Relaunch“ seiner bisherigen Programme vor, was mit Verschiebungen im Programmablauf einherging. Die Ausstrahlungen Richtung Europa auf Kurzwelle wurde etwas reduziert.

## Programm
RAE wird von der staatlichen Rundfunkgesellschaft Radio Nacional (RNA) betrieben. Derzeit werden Sendungen in spanischer, englischer, italienischer, portugiesischer, japanischer und chinesischer Sprache ausgestrahlt. Zu empfangen ist RAE via Internet und Kurzwelle.
In seinem spanischsprachigen Programm übernimmt es teilweise Sendungen der Inlandsdienste seiner Muttergesellschaft RNA.
Die Sendungen auf Deutsch wurden zum 1. März 2024 eingestellt.

## Sender
Die Sendungen auf Kurzwelle werden über Radio Miami International ausgestrahlt.
Die alte Sendeanlage befand sich in der Ortschaft General Pacheco in der Provinz Buenos Aires und konnte theoretisch mit bis zu 100 Kilowatt betrieben werden, wurde aber zuletzt aufgrund ihres Alters nur mit verminderter Sendeleistung eingesetzt. Die Anlage wurde Anfang der 1950er Jahre errichtet. Die Audioqualität der Ausstrahlungen war dementsprechend schlecht. Eine Modernisierung sollte schon seit Mai 2012 stattfinden, konnte aber aus finanziellen Gründen nicht umgesetzt werden.